# 케이트 랭 존슨
케이트 랭 존슨(Kate Lang Johnson, 1984년 9월 7일 ~ )은 미국의 배우, 모델, 가수이다.

## 출연 작품
- 선거 캠페인 (2012)
- 헬캐츠 (2010)
- 퍼슨스 언노운 (2010)
- 파이어드 업! (2009)
- 레슬리 버논의 살인 일기 (2006)
- 버클리 (2005)
- 썸머랜드 (2004)
- 우리 생애 나날들 (1965)